# سیارک ۶۸۹
سیارک ۶۸۹ (به انگلیسی: 689 Zita، نامگذاری:1909HJ) ششصد و هشتاد و نهمین سیارک کشف شده‌است که در ۱۲ سپتامبر ۱۹۰۹ و در وین کشف شد.
قدر مطلق سیارک برابر ۱۲٫۱۵ است.